# Martha Hackett
Martha Hackett (Boston, 21 febbraio 1961) è un'attrice statunitense, nota per aver interpretato Seska, personaggio ricorrente dalla prima alla terza stagione della serie Star Trek: Voyager, nel franchise di fantascienza Star Trek.

## Biografia
Martha Hackett ha ottenuto un Bachelor of Arts cum laude al Radcliffe College dell'Università di Harvard.
Il primo approccio di Martha Hackett con il franchise di Star Trek avviene quando fa un provino per il ruolo di Jadzia Dax in Star Trek: Deep Space Nine, terza serie televisiva live action del franchise, parte poi andata a Terry Farrell. Successivamente le viene assegnata la parte di una Terelliana nel doppio episodio finale di Star Trek: The Next Generation, Ieri, oggi, domani (prima parte) e Ieri, oggi, domani (seconda parte) (All Good Things... - Part 1 e All Good Things... - Part 2, 1994), e appare anche in Deep Space Nine nella parte del subcomandante Romulano T'Rul, nel doppio episodio della terza stagione In cerca dei fondatori (prima parte) e In cerca dei fondatori (seconda parte) (The Search: Part 1 e The Search: Part 1, 1994).
Dal 1995 compare in Star Trek: Voyager, quarta serie televisiva live-action del franchise, in cui interpreta il ruolo della spia Cardassiana camuffata da umana prima nell'equipaggio Maquis di Chakotay, poi a bordo della USS Voyager NCC-74656, Seska. Quando le viene assegnata la parte, non viene informata che il suo personaggio è in realtà una spia Cardassiana. In seguito ha spiegato che "quando ho iniziato ero Seska, il membro di un gruppo di Maquis Bajoriani e loro hanno in qualche modo modificato tutto il resto in stile soap opera". Quando Martha Hacket viene presa per la parte di Seska, rimane incinta. La Hacket ha descritto Seska come un personaggio composto da diversi strati: "i lati più oscuri di Seska provengono da una certa instabilità emotiva, almeno è così che io l'ho interpretata". Seska viene uccisa nell'episodio Sopravvivenza (seconda parte) (Basics: Part 2, 1996), all'inizio della terza stagione di Star Trek: Voyager, il che ha rappresentato una soprpresa per l'attrice, perché le era precedentemente stata consegnata una versione della sceneggiatura in cui il suo personaggio sopravviveva, ma suo figlio moriva. Dopo la morte del suo personaggio, Martha Hacket è tornata in Voyager in altri due episodi, La peggiore delle ipotesi (Worst Case Scenario, terza stagione, 1997) e Nelle pieghe del tempo (Shattered, settima stagione, 2001), apparendo in un totale di tredici episodi della serie.
Oltre a questi ruoli, è inoltre interprete di un subcomandante Romulano nel cortometraggio direct-to-video del 1995 Hallmark: 1995 Romulan Warbird e appare nel franchise anche prestando la voce ad alcuni personaggi dei videogiochi Star Trek: Klingon (1996), Star Trek: Armada II (2001), Star Trek: Bridge Commander (2002) e Star Trek: Elite Force II (2003). 
Nel 2001, Martha Hacket compare nel film indipendente Blessed Art Thou (conosciuto anche con il titolo di A Question of Faith), in cui interpreta il monaco Anselm. Il suo personaggio subisce un cambio di sesso da maschio a femmina per intervento divino. Il film è stato diretto dal marito Tim Disney. Nel 2018 appare nel game show To Tell the Truth.

## Vita privata
Martha Hackett è stata sposata con Tim Disney (pronipote del fratello di Walt Disney), con cui ha avuto due figli.

## Filmografia

### Attrice

#### Cinema
- Mind Trap, regia di Eames Demetrios (1989)
- Carnosaur - La distruzione (Carnosaur), regia di Adam Simon e Darren Patrick Moloney (1993)
- Leprechaun 2, regia di Rodman Flender (1994)
- Morte apparente (In the Heat of Passion II: Unfaithful), regia di Catherine Cyran (1994)
- Oltre il buio (One Night Stand), regia di Talia Shire (1995)
- Hallmark: 1995 Romulan Warbird - cortometraggio direct-to-video (1995)
- Musica da un'altra stanza (Music from Another Room), regia di Charlie Peters (1998)
- Inconceivable, regia di Bob Weis (1998)
- Il Diavolo dentro (Let the Devil Wear Black), regia di Stacy Title (1999)
- Mai stata baciata (Never Been Kissed), regia di Raja Gosnell (1999)
- Blessed Art Thou, regia di Tim Disney (2000)
- Kiss Kiss Bang Bang, regia di Shane Black (2005)
- Una fantastica e incredibile giornata da dimenticare (Alexander and the Terrible, Horrible, No Good, Very Bad Day), regia di Miguel Arteta (2014)
- Trespassers, regia di Derek Magyar - cortometraggio (2015)
- The Bye Bye Man, regia di Stacy Title (2017)
- Heart of Paradise, regia di Dina Mande - corometraggio (2017)
- Scrap, regia di Leena Pendharkar - cortometraggio (2018)
- Exorcism of Allie Fay, regia di Diliana Deltcheva e Jack Gravina (2019)
- Ninna nanna mortale (A Mother Knows Worst), regia di Robert Malenfant (2020)

#### Televisione
- Hill Street giorno e notte (Hill Street Blues) - serie TV, episodi 7x02-7x03 (1986)
- Benvenuto sulla Terra (Hard Time on Planet Earth) - serie TV, episodio 1x09 (1989)
- The Marshall Chronicles - serie TV, episodio 1x04 (1990)
- Il mistero di Black Angel (Flight of Black Angel), regia di Jonathan Mostow - film TV (1991)
- Civil Wars - serie TV, episodio 2x08 (1991)
- Sirens - serie TV, episodio 1x08 (1993)
- Star Trek: The Next Generation - serie TV, episodi 7x25-7x26 (1994)
- Star Trek: Deep Space Nine - serie TV, episodi 3x01-3x02 (1994)
- Monty - serie TV, episodio 1x08 (1994)
- Star Trek: Voyager - serie TV, 13 episodi (1995-2001)
- Il tocco di un angelo (Touched by an Angel) - serie TV, episodio 3x16 (1997)
- The Last Man on Planet Earth, regia di Les Landau - film TV (1999)
- Squadra Med - Il coraggio delle donne (Strong Medicine) - serie TV, episodio 2x13 (2001)
- The Guardian - serie TV, episodio 1x18 (2002)
- The Lone Ranger, regia di Jack Bender - film TV (2003)
- The Division - serie TV, episodio 3x16 (2003)
- The Riches - serie TV, episodio 1x03 (2007)
- Dexter - serie TV, episodio 2x03 (2007)
- NCIS - Unità anticrimine (NCIS: Naval Criminal Investigative Service) - serie TV, episodio 6x12 (2009)
- I <3 Vampires - serie TV, 6 episodi (2009-2010)
- Last Resort - serie TV, episodio 1x07 (2012)
- Perception - serie TV, episodio 2x04 (2013)
- Masters of Sex - serie TV, episodio 1x04 (2013)
- The Mindy Project - serie TV, episodio 2x15 (2014)
- Tutored - serie TV, episodio 1x01 (2015)
- Il tempo della nostra vita (Days of Our Lives) - serie TV, 4 episodi (2016-2018)

#### Videogiochi
- Virtual World Entertainment Battletech 3.0 Dooley Trainer, regia di Greg Beeman (1993)
- Virtual World Entertainment Red Planet 3.0 Dooley Trainer, regia di Greg Beeman (1993)

### Doppiatrice
- Star Trek: Klingon - videogioco (1996)
- Star Trek: Armada II - videogioco (2001)
- Star Trek: Bridge Commander - videogioco (2002)
- Star Trek: Elite Force II - videogioco (2003)

## Riconoscimenti
- Clifton Film Celebration
  - 2019 - Candidatura al miglior cast complessivo per Scrap (condiviso con altri)

## Doppiatrici italiane
Nelle versioni in italiano delle opere in cui ha recitato, Martha Hackett è stata doppiata da:
- Pinella Dragani in Star Trek: Voyager (stagione 1)
- Anna Cesareni in Star Trek: Voyager (stagioni 2-3)
- Giò Giò Rapattoni in Star Trek: Deep Space Nine
- Claudia Balboni in Perception